# Paracoccus villanuevai
Paracoccus villanuevai är en insektsart som först beskrevs av Miller och Mckenzie 1971.  Paracoccus villanuevai ingår i släktet Paracoccus och familjen ullsköldlöss. Inga underarter finns listade i Catalogue of Life.